# Девід Манделл
Девід Гордон Манделл (англ. David Gordon Mundell; нар. 27 травня 1962, Дамфріс, Шотландія) — британський політик-консерватор.

## Життєпис
Манделл вивчав право в Единбурзькому університеті, отримав ступінь MBA в Університеті Стратклайда. Він працював юристом, зокрема, у юридичному відділі BT Group.
З 1999 по 2005 Манделл був членом парламенту Шотландії, з 2005 року входить до Палати громад. З 2005 по 2010 він працював міністром у справах Шотландії у тіньовому уряді Девіда Кемерона. Після формування коаліційного уряду між консерваторами і ліберальними демократами у 2010 році, Манделл був призначений заступником міністра у справах Шотландії.

## Особисте життя
13 січня 2016 року Манделл публічно заявив про свою гомосексуальність на своєму особистому вебсайті, ставши першим відкритим геєм, міністром кабінету міністрів від Консервативної партії.